# Тепловий насос
Теплови́й насо́с, також теплова помпа (англ. heat pump, нім. Wärmepumpe) — пристрій, який переносить розсіяну теплову енергію в опалювальний або водогрійний контур. Спосіб роботи теплового насоса базується на зворотному циклі Карно.

## Історія виникнення
Концепцію теплових насосів було розроблено ще 1852 року британським фізиком та інженером Вільямом Томсоном (Лордом Кельвіном) і надалі вдосконалено та деталізовано австрійським інженером Петером фон Ріттінгером. Петера Ріттера фон Ріттінгера вважають винахідником теплового насоса, тому що саме він спроєктував і встановив перший відомий тепловий насос у 1855 році.
Практичного застосування теплові насоси набули значно пізніше, а саме у 1940-х роках, коли винахідник-ентузіаст Роберт Вебер (Robert C. Webber) експериментував з морозильною камерою . Одного разу Вебер випадково доторкнувся до гарячої труби на виході камери і зрозумів, що тепло просто викидається назовні. Винахідник замислився над тим, як використати це тепло, — і вирішив помістити трубу в бойлер для підігріву води. У результаті Вебер забезпечив свою родину такою кількістю гарячої води, що її вони просто не могли використати, — і при цьому частина тепла потрапляла у повітря. Це наштовхнуло його на думку, що від одного джерела тепла можна підігрівати і воду, і повітря одночасно: Вебер удосконалив свій винахід і почав проганяти гарячу воду по спіралі (через змійовик) і за допомогою невеликого вентилятора розповсюджувати тепло по будинку з метою його опалення.
Згодом саме у Вебера з'явилась ідея «викачувати» тепло із землі, де температура не надто змінювалась протягом року. Він помістив у ґрунт мідні труби, якими циркулював фреон, що «збирав» тепло землі. Газ конденсувався, віддаючи своє тепло у домі, та знов проходив через змійовик, щоб підібрати наступну порцію тепла. Повітря приводилося в рух за допомогою вентилятора і розповсюджувалось по будинку.
У 1940-х роках тепловий насос був відомий через свою надзвичайну ефективність, але реальна потреба у ній виникла за часів Арабського нафтового ембарго у 1970-х роках, коли, попри низькі ціни на енергоносії, з'явився інтерес до енергоощадження.

## Склад теплового насоса
Внутрішній контур теплових насосів складається з таких компонентів:
- Конденсатор;
- Дросель (капіляр, клапан) або детандер (поршневий або турбінний тепловий двигун);
- Випарник;
- Компресор, що працює від електричної мережі;
- Терморегулятор, який управляє обладнанням;
- Холодоагент.

## Спосіб роботи
Холодоагент під високим тиском крізь капілярний отвір потрапляє до випарника, де шляхом зниження тиску відбувається процес випаровування. Разом з цим холодоагент забирає тепло у внутрішніх стінок випарника. Випарник своєю чергою відбирає тепло в повітряного, ґрунтового або водяного контуру, внаслідок чого повітря, ґрунт чи вода постійно охолоджується. Компресор вбирає холодоагент із випарника, стискає його й виштовхує в конденсер. У конденсері холодоагент переходить в рідкий стан з виділенням тепла, яке віддає опалювальному контуру. Процес повторюється постійно. Коли температура досягає необхідного рівня, електричне коло розривається терморегулятором і тепловий насос перестає працювати. Коли температура в опалювальному контурі падає, терморегулятор знову запускає компресор. У такий спосіб холодоагент і тепловий насос здійснює зворотний цикл Карно.
Теплові насоси трансформують розсіяну теплову енергію повітря, ґрунту чи води у відносно високопотенційне тепло для нагрівання об'єкта (води чи повітря). Приблизно 75 % опалювальної енергії можна збирати безкоштовно із природи: повітря, ґрунту, води й тільки 25 % енергії необхідно використати для роботи самого теплового насоса. Іншими словами, власник теплових насосів заощаджує 3/4 коштів, які він би регулярно витрачав на дизпаливо, газ або електроенергію для традиційного опалення. Просто кажучи, тепловий насос за допомогою теплообмінників збирає теплову енергію із землі (води, повітря) і «переносить» її в приміщення.
Теплові насоси здатні не тільки опалювати приміщення, але й забезпечувати гаряче водопостачання, а також здійснювати кондиціювання повітря. Але при цьому в теплових насосах повинен бути реверсивний клапан, саме він дозволяє тепловому насосу працювати у зворотному режимі.

## Типи теплових насосів

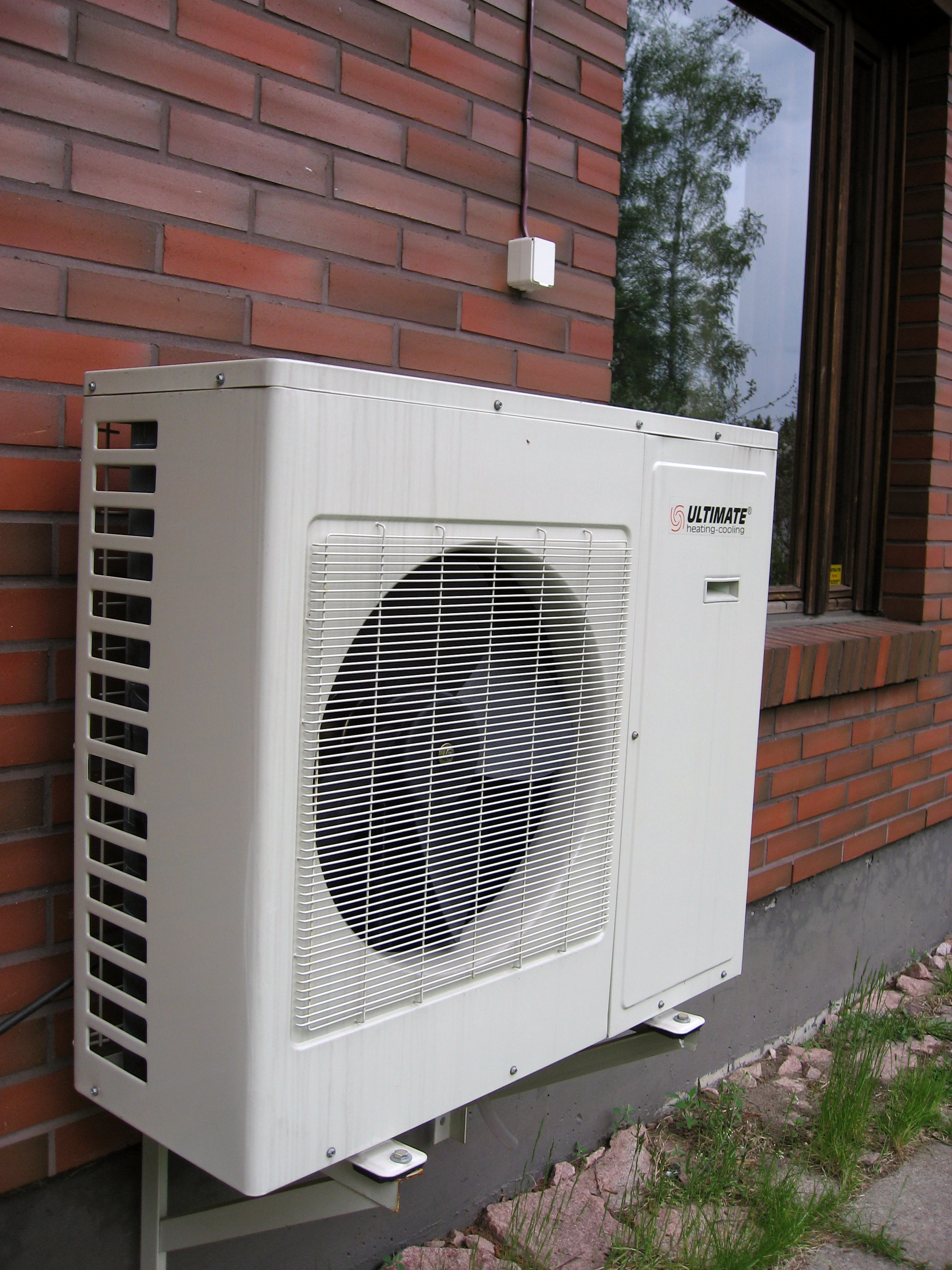
Зовнішній теплообмінник повітряного теплового насоса

Залежно від принципу роботи теплового насосу поділяють на компресійні та абсорбційні. Компресійні теплові насоси завжди діють за допомогою механічної або електричної енергії, в той час як абсорбційні теплові насоси можуть працювати на енергії від зовнішніх джерел, таких як газ, тверде паливо, дизель, сонячна або геотермальна енергія, а в промисловості абсорбційні насоси можуть працювати на відпрацьованому теплі технічних процесів.
Залежно від джерела надходження тепла теплові насоси діляться на: водяні, ґрунтові, повітряні і комбіновані (інші).[джерело?]
Залежно від джерела відбору тепла теплові насоси поділяються:
- Геотермальні[8] (використовують тепло землі, наземних або підземних ґрунтових вод)
  - замкнутого типу
    - горизонтальні — колектор розміщується кільцями або хвилясто у горизонтальних траншеях нижче глибини промерзання ґрунту (зазвичай від 1,20 м і більше).Types of Geothermal Heat Pump Systems. Архів оригіналу за 28 липня 2012. Процитовано 17 грудня 2021. {{cite web}}: Недійсний |deadurl=1 (довідка) Цей спосіб є найбільш економічно ефективним для жилих об'єктів за умови відсутності дефіциту земельної площі під контур.
    - вертикальні — колектор розміщується вертикально у свердловини глибиною до 200 м.[8] Цей спосіб застосовується у випадках, коли площа земельної ділянки не дозволяє розмістити контур горизонтально або є загроза пошкодження ландшафту.
    - водні — колектор розміщується хвилясто або кільцями у водойму (озеро, ставок, річку) нижче глибини промерзання. Це найдешевший варіант, але є вимоги до мінімальної глибини та об'єму води у водоймі для певного регіону.

  - відкритого типу. Така система використовує як теплообмінну рідину воду, що циркулює безпосередньо через теплообмінник теплового насоса в рамках відкритого циклу, тобто вода після проходження теплообмінника повертається у землю. Цей варіант можливо реалізувати на практиці лише при наявності достатньої кількості відносно чистої води та за умови, що такий спосіб використання ґрунтових вод є дозволеним.
- Повітряні — працюють за принципом, схожим на звичайний кондиціонер, але відмінність полягає в тому, що тепловий насос не генерує теплову енергію, а просто переносить наявне тепло з одного середовища (наприклад, навколишнього повітря) до іншого (приміщення). Завдяки цьому тепловий насос є більш енергоефективним, ніж кондиціонер. На відміну від геотермальних теплових насосів, які використовують тепло ґрунту чи ґрунтових вод, повітряні насоси отримують енергію безпосередньо з атмосферного повітря. Повітряні теплові насоси поділяються на два основні типи[9] залежно від типу теплоносія:
  1. Повітря-повітря — ці системи акумулюють тепло з вуличного повітря для опалення приміщень. Охолоджене повітря після вилучення тепла може знову випускатися назовні. Влітку такі пристрої можуть також працювати на охолодження приміщень.
  2. Повітря-вода — в цих системах тепло з атмосферного повітря використовується для нагрівання рідкого теплоносія (зазвичай води), який потім циркулює в системі опалення будинку, наприклад, в системі "тепла підлога".

Повітряні теплові насоси є більш доступним варіантом для помірних кліматичних умов і можуть бути хорошим доповненням до існуючої системи опалення для підвищення енергоефективності.
- Такі, що використовують вторинне тепло (наприклад, тепло вентиляції, каналізації та інших відходів). Цей варіант є найдоцільнішим для промислових об'єктів, де є джерела паразитного тепла, яке потребує утилізації.
- Трасовий гідро-газодинамічний тепловий насос — пристрій з розподіленими параметрами, який переносить низькопотенційну теплову енергію з навколишнього середовища в цільовий трубопровідний контур. Цей насос містить дроселюючий елемент, що спричиняє до локального нагріву транспортованого продукту в одній зоні і охолодження в іншій і не містить спеціальних вторинних контурів теплопередачі. Роль вторинних контурів виконують окремі ділянки трубопроводу.[10]
- Детандерні — насоси, де замість дроселя (капілярної трубки) застосовується теплова машина — детандер. На відміну від звичайних теплових насосів (кондиціонерів, холодильників), які працюють на базі застосування дроселя, детандерні теплові насоси мають більшу продуктивність і можуть працювати на водню і гелію в якості холодагенту. У фізиці ці гази відомі як такі, що не дроселюються, але за своїми властивостями найбільш наближені до, так званих ідеальних газів. Зріджують ці гази тільки завдяки турбодетандерам (мікротурбінам).

## Переваги теплових насосів
- Економічність. Тепловий насос використовує електричну енергію значно ефективніше електричних котлів. Коефіцієнт ефективності теплових насосів більший за одиницю. Між собою теплові насоси порівнюють за коефіцієнтом перетворення тепла (КПТ). Він показує відношення одержуваного тепла до витраченої енергії. Приміром, КПТ = 4,5 означає, що номінальна (споживана) потужність теплового насоса становить 1 кВт, а на виході ми одержимо 4,5 кВт теплової потужності, тобто 3,5 кВт тепла ми отримаємо із природи (сонце, геотермія).

- Широкий спектр застосування. Земля, повітря та вода містять в собі теплову енергію, отриману від сонця. Теплові насоси зберуть це тепло. Усе що потрібно для цього — електрична енергія. Деякі моделі теплових насосів можуть застосовувати паливо для своєї роботи.

- Екологічність. Тепловий насос не тільки заощаджує гроші, але й береже здоров'я власникам будинку. Прилад не спалює паливо, не утворюються шкідливі окиси типу CO, CO2, NOх, SO2 , PbO2. Тому навколо будинку на ґрунті немає слідів сірчаної, азотистої, фосфорної кислот і бензольних з'єднань. Для нашої планети застосування теплових насосів корисне. Адже на ТЕЦ скорочується витрата газу або вугілля на виробництво електрики. Застосовувані у теплових насосах фреони не містять хлорвуглецю і озонобезпечні.

- Універсальність. Теплові насоси, обладнані реверсним клапаном, працюють як на опалення, так і на охолодження. Тепловий насос може відбирати тепло з повітря будинку, прохолоджуючи його. Влітку надлишкове тепло можна використати для підігріву побутової води або для басейну.

- Безпека. Сучасні теплові насоси вибухово- і пожежобезпечні. В процесі нагрівання води та опалення відсутні небезпечні гази, відкритий вогонь або шкідливі суміші. Деталі теплового насоса не нагріваються до високих температур, здатних стати причиною пожеж. Зупинка теплового насоса не призведе до її псування, нею можна безтурботно користуватися після тривалого простою. Також виключене замерзання рідин у компресорі або інших складових частинах.

## Особливості
1. Чим менша різниця між температурою джерела теплоти та температурою теплоносія в опалювальному контурі, тим більший коефіцієнт перетворення тепла (КПТ). Тому вигідніше опалювати приміщення низькотемпературними системами опалення: системою «тепла підлога» або повітряним опаленням, тому що в цих випадках теплоносій за медичними вимогами і будівельними нормами не повинен бути вище 35 °C.
2. Чим більший коефіцієнт завантаження теплового насоса, тим доцільніше його використання. Наприклад, системи нагрівання води для басейнів та охолодження льодових ковзанок працюють у постійному режимі, протягом усього року. Їхній коефіцієнт завантаження (використання потужності протягом року) може сягати 80 %. В системах опалення будинків коефіцієнт завантаження обладнання становить близько 30…40 %. Відповідно, в першому випадку річна економія від застосування теплового насоса рівної потужності буде в 2…3 рази більше, ніж в другому, а термін окупності обладнання — в 2…3 рази менше.
3. Чим більші потреби в теплі, тим доцільніше використання теплових насосів: по-перше, питома вартість для теплових насосів великої потужності (вартість встановленого кВт) в 3…5 разів нижче, ніж для теплового насоса малої потужності; а по-друге, чим більші обсяги споживання теплоти, тим більша економія від застосування теплового насоса в абсолютному вимірі.
4. Головне джерело тепла для роботи усіх теплових насосів — сонячна радіація, оскільки Земна радіація в 5000 разів менша. Головний теплоносій — вода, яка й зумовлює теплопровідність повітря і ґрунту. Вода має більшу від повітря теплопровідність приблизно в 20 разів, а теплоємність — в 3100 разів.

## Регулювання діяльності у сфері теплових насосів
На цей час в Україні немає законодавчих та технічних можливостей для визначення дійсних технічних показників теплових насосів. Користуючись цим, деякі виробники та продавці теплових насосів вказують завищені показники обладнання.
Європейський досвід вказує на необхідність впровадження в Україні міжнародних стандартів, за якими вимірюються показники теплових насосів, та створення відповідної лабораторії. Окрім законодавчого регулювання, в ЄС існує громадська організація Європейська асоціація теплових насосів (EHPA), що перевіряє показники теплових насосів та позначає знаком якості QL (Quality Label).
В 2016 році Верхова Рада прийняла зміни до закону «Про альтернативні джерела енергії», щодо віднесення теплових насосів до обладнання, яке використовує відновлювані джерела енергії. «Теплова енергія, вироблена тепловими насосами з аеротермальної, гідротермальної або геотермальної енергії, вважається виробленою з відновлюваних джерел енергії, за умови, що річний обсяг виробництва теплової енергії таким тепловим насосом більший, ніж обсяг теплової енергії, витраченої на виробництво електричної енергії, спожитої тепловим насосом», — зазначається в пояснювальній записці.